# Anneke van Giersbergen
Anneke van Giersbergen (Sint-Michielsgestel, 8 maart 1973) is een Nederlandse zangeres.

## Biografie
Van Giersbergen werd geboren in Sint-Michielsgestel. Op 12-jarige leeftijd toerde ze al door Frankrijk in een schoolkoor. Later volgde ze zanglessen en zong ze in diverse popgroepen. In 1992 richtte ze Duo Bad Breath op met gitarist en zanger Deniz Çağdaş (Spencer Edgards). Zij speelden een mix van eigen repertoire en covers en traden in hun toenmalige thuisstad 's-Hertogenbosch met enige regelmaat op. In 1994 brachten zij een democassette uit met een oplage van honderd stuks.
In 1994 trad Van Giersbergen toe tot de metalband The Gathering uit Oss, waarmee ze tussen 1994 en 2007 verschillende successen behaalde. Daarnaast deed Van Giersbergen vele gastoptredens bij zowel beginnende als wereldberoemde acts. In 2003 trouwde ze met Rob Snijders. In 2005 kreeg het stel een zoon. In 2007 besloot Van Giersbergen The Gathering te verlaten. Ze wilde meer tijd voor haar familie, en wilde persoonlijkere muziek maken.
Na The Gathering startte ze de band Agua de Annique. In 2009 nam Van Giersbergen een album op met Daniel Cavanagh, frontman van Anathema, waarin zij nummers uit hun carrières zingen. In 2010 zong zij samen met Shane Shu een akoestische liveversie van Shu's single "Push Me To the Ground" in de studio bij Giel Beelen. In 2010 vertolkte ze ook het nummer Just Breathe van Pearl Jam.
Ook trad ze in 2009 als gastzangeres toe tot The Devin Townsend Project van Devin Townsend. Zij is onder andere te horen op Addicted en Epicloud. Ook heeft zij getoerd met Townsend en is ze te zien in de live-registratie van The Retinal Circus.
In 2011 ging Van Giersbergen onder haar eigen naam verder, omdat men de combinatie van Agua de Annique en Anneke van Giersbergen niet begreep. Omdat ze ook een nieuw logo nodig had, schreef ze in februari via Twitter een logo-ontwerpwedstrijd uit. De winnaar zou van alles wat met dit logo zou gaan verschijnen één exemplaar ontvangen. Ze ontving ongeveer 150 ontwerpen. In 2011 stortte Van Giersbergen zich op de muziek van het nieuwste project van de Efteling, Raveleijn. Voor dit openluchttheater nam van Giersbergen een deel van de muziek voor haar rekening. Het thema is sinds 2012 ook te horen in watershow Aquanura.
Ook is ze in 2011 als zangeres en componiste betrokken bij de op Facebook ontstane Americana-band Lorrainville.
Eind 2011 stond Van Giersbergen in het voorprogramma van Within Temptation en toerde zij met hen door Luxemburg, Nederland, Frankrijk, Engeland, België en Duitsland. In 2011 en 2012 trad ze samen met drummer Martijn Bosman op met de door hen gemaakte  kindervoorstelling De beer die geen beer was naar het boek van Frank Tashlin. Een van de liedjes "Ik ga slapen" ontving in mei 2011 de Okapi Liedprijs. In 2015 werkte Van Giersbergen opnieuw met René Merkelbach aan attractiemuziek in de Efteling. Ditmaal zong ze de zanglijnen in voor de witte wieven in Baron 1898.
In 2016 deed Van Giersbergen een theatertournee door Nederland met de IJslandse band Árstíðir: een combinatie van vocale en akoestische muziek, variërend van traditioneel IJslands tot metal en klassiek. Hier verscheen ook een album van.
In het najaar van 2016 stond Van Giersbergen opnieuw in de theaters met haar tournee De nieuwe Madonna. Hierin zong ze liedjes uit de jaren 80 van onder meer Prince en Madonna, de tijd waarin ze opgroeide.
In 2016 begon Van Giersbergen de Nederlandse progressieve metalband VUUR, waarmee zij vanaf 2017 optrad samen met gitarist Jord Otto (ex-ReVamp, My Propane), gitarist Ferry Duijsens (The Gentle Storm, Agua de Annique), bassist Johan van Stratum (ex-Stream of Passion) en drummer Ed Warby (Ayreon, Gorefest).

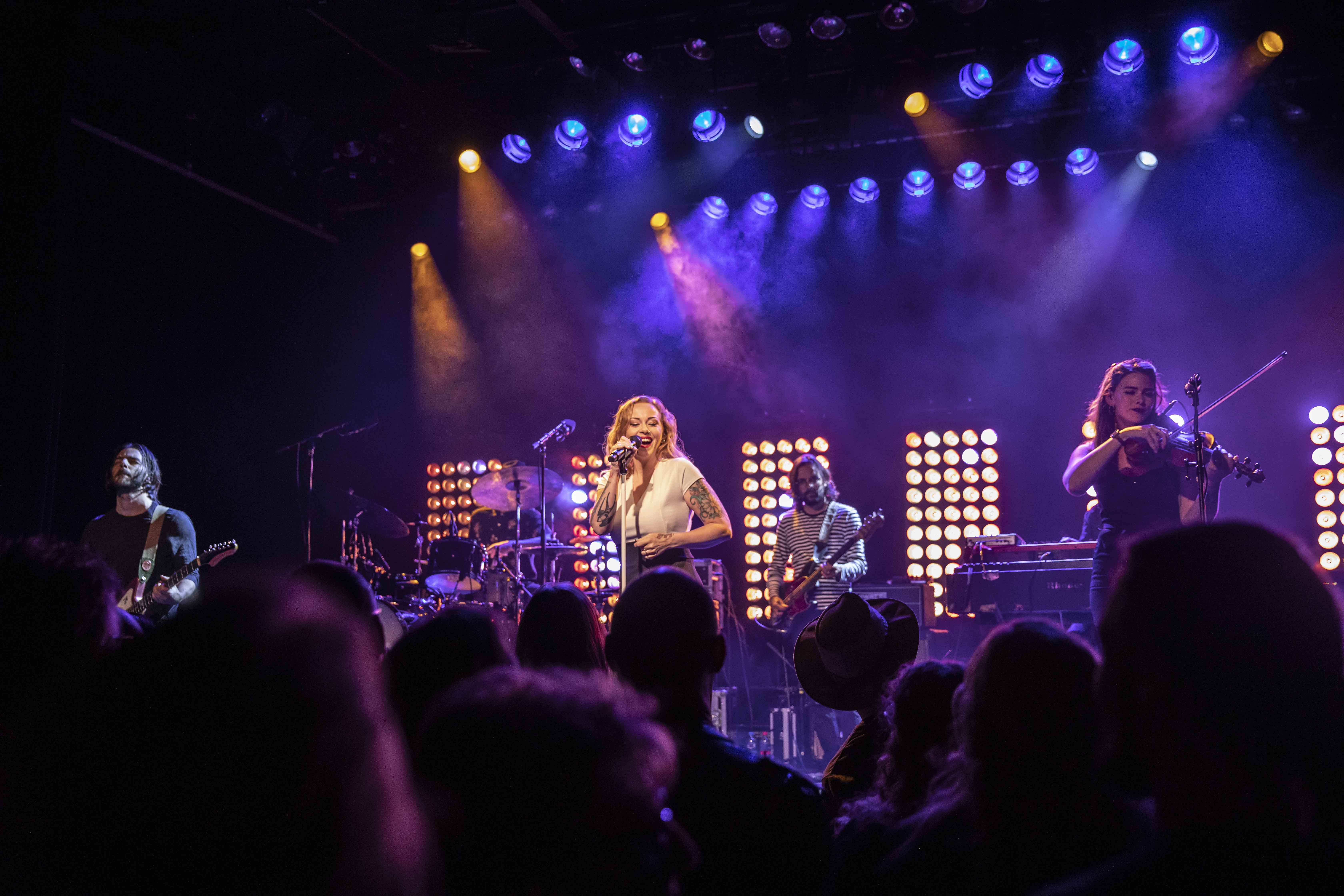
Anneke van Giersbergen met haar band in 2022.

In 2020 trad ze met kamerorkest Kamerata Zuid op in theaters in Brabant onder de titel "Brabant Breed Klassiek". In 2021 was Van Giersbergen deelneemster aan het televisieprogramma Beste Zangers. Hierin zong ze onder meer het nummer Sing Sing Sing van en voor Roel van Velzen en White Roses van Joe Buck. In 2022 was zij een secret singer in het RTL4-televisieprogramma Secret Duets. In 2022 en 2023 toerde ze door het land met haar theatertournee Anneke van Giersbergen Zingt Kate Bush. Van Giersbergen was als kind al gefascineerd door de stem van Bush. In 2024 volgde er een theatertournee met rocknummers in een klassiek jasje onder de naam Heavy Strings. Hiervoor werden nummers van o.a. Metallica, Guns N' Roses, AC/DC bewerkt voor piano en strijkkwartet.
Anneke van Giersbergen toert veelvuldig solo over de hele wereld. Met haar veelkoppige liveband is ze ook regelmatig te zien op festivals en in het clubcircuit. In februari 2025 verscheen het eerste deel van een trilogie, de EP 'La Vie'. De andere delen, 'La Mort' en 'L'Amour', verschijnen de komende twee jaar. 
Deze zomer staat een aantal concerten met The Gathering in de agenda ter ere van het album 'Mandylion'.

## Efteling
Van Giersbergen heeft twee projecten ingezongen voor het Nederlandse pretpark Efteling. Haar eerste project voor het themapark was parkshow Raveleijn, hiervoor zong ze de vocalen in van het nummer Joost en Halina. Deze was een tijd te horen in het park als showopener, tot het bij aanpassingen van de parkshow eruit is geschreven. Ook werd Joost en Halina gebruikt als intro van de gelijknamige televisieserie.
In 2015 werd van Giersbergen gevraagd om vocalen in te zingen voor Baron 1898. De huiscomponist van de Efteling, René Merkelbach, is groot van Van Giersbergen, en werkte graag weer met haar samen. Voor de attractie zingt Van Giersbergen de stemmen van de Witte Wieven. Ze heeft de vocalen voor alle drie de Witte Wieven in de attractie gezongen. 

## Discografie

### Albums
| Album met eventuele hitnotering(en) in de Nederlandse Album Top 100 | Datum van verschijnen | Datum van binnenkomst | Hoogste positie | Aantal weken | Opmerkingen                     |
| ------------------------------------------------------------------- | --------------------- | --------------------- | --------------- | ------------ | ------------------------------- |
| Air                                                                 | 28-10-2007            | -                     |                 |              | met Agua de Annique             |
| Pure Air                                                            | 30-01-2009            | 07-02-2009            | 42              | 3            | met Agua de Annique             |
| In Your Room                                                        | 2009                  | 07-11-2009            | 31              | 3            | met Agua de Annique             |
| In Parallel                                                         | 2009                  | -                     |                 |              | met Danny Cavanagh              |
| Live in Europe                                                      | 14-10-2010            | -                     |                 |              | met Agua de Annique / Livealbum |
| De beer die geen beer was                                           | 29-12-2011            | -                     |                 |              |                                 |
| Everything is Changing                                              | 20-01-2012            | 28-01-2012            | 11              | 4            |                                 |
| Drive                                                               | 20-09-2013            | -                     |                 |              |                                 |
| The Diary                                                           | 2015                  | -                     |                 |              | The Gentle Storm                |
| Verloren verleden                                                   | 2016                  | -                     |                 |              | met Árstíðir                    |
| In This Moment We Are Free Cities                                   | 2017                  | 27-10-2017            | 2               | onbekend     | met VUUR                        |
| Symphonized                                                         | 2018                  |                       |                 |              | met het Residentie Orkest       |
| The Darkest Skies Are the Brightest                                 | 2021                  |                       |                 |              |                                 |

### Gastoptredens
- Farmer Boys - Countrified (1996)
- Ayreon - Into the Electric Castle (1998)
- Lawn - Backspace (2004)
- Drive By Wire - Drive By Wire (2006)
- Wetton/Downes: ICON II (2006)
- Globus - Epicon (2006)
- Napalm Death - Smear Campaign (2006)
- Ayreon - 01011001 (2008)
- Ticket for Tibet - Als je ooit nog eens terug kan (2008)
- Moonspell - Night Eternal (2008)
- Within Temptation - Black Symphony (2008)
- Moonspell - Scorpion Flower (2008)
- Giant Squid - The Ichthyologist (2009)
- Within Temptation - An Acoustic Night at the Theatre (2009)
- Devin Townsend - Addicted (2009)
- Maiden uniteD - Mind the Acoustic Pieces (2010)
- John Wetton - Raised in Captivity (2011)
- Novembers Doom - Aphotic (2011)
- Globus - Break from This World (2011)
- Lorrainville - You May Never Know What Happiness Is (2011)
- Anathema - Falling Deeper (2011)
- The Devin Townsend Project - Epicloud (2012)
- René Merkelbach (Efteling)  - Raveleijn (2013)
- The Devin Townsend Project - Z2 (2014)
- René Merkelbach (Efteling)  - Baron 1898 (2015)
- The Devin Townsend Project - Transcendence (2016)
- BLØF - Porselein (2017)
- Amorphis - Amongst Stars (2018)

## Erkenning
Van Giersbergen ontving in 2006 een Duiveltje van het Nationaal Pop Instituut; ze werd door collega-muzikanten gekozen tot beste zangeres van Nederland. Eerder in 2006 ontving ze met The Gathering een Edison Music Award voor de dvd A Sound Relief, de beste muziek-dvd van 2005. Voor  het lied Ik ga slapen dat ze samen met Martijn Bosman zong kreeg ze in 2011 de Okapi Liedprijs. In 2019 werd de Buma Rocks! Award aan haar toegekend.